# Patrycjusz Wyżga
Artykuł ten został zgłoszony do umieszczenia na stronie głównej w rubryce „Czy wiesz”.
Pomóż nam go sprawdzić: oceń zgłoszoną nominację.
Patrycjusz Wyżga – polski dziennikarz radiowy, telewizyjny i internetowy, twórca edukacyjnych kanałów YouTube „Didaskalia” oraz „Horyzonty”, związany również z Radiem 357 i Wirtualną Polską.

## Życiorys
Jest dziennikarzem od 2001 roku. Pracował m.in. w TVN (w tym w TVN24 Biznes i Świat oraz TVN CNBC), był szefem zespołu dziennikarzy ekonomicznych w Programie Trzecim Polskiego Radia oraz prowadzącym „Zapraszamy do Trójki”. Prowadzi audycje i programy publicystyczne na antenie Radia 357 i w Wirtualnej Polsce.

## Działalność na YouTube
Patrycjusz Wyżga prowadzi dwa kanały na YouTube:
- Didaskalia – kanał skupiający się na wyjaśnianiu i komentowaniu wydarzeń społecznych, gospodarczych i historycznych, poprzez pogłębione wywiady oraz rozmowy z ekspertami. Kanał ma ponad 330 tys. subskrybentów i blisko 45 mln wyświetleń (stan na lipiec 2025 roku)[6][7][8].

- Horyzonty – uruchomiony w 2025 roku kanał o tematyce gospodarczej, finansach osobistych i rozwijaniu postaw prorozwojowych. Program stanowi inspirację do rozwoju i zmian, prezentując rozmowy z autorytetami i ekspertami[6][9][10].

Oba kanały są nagrywane w studiu Wirtualnej Polski. Wyżga podkreśla, że nadrzędnym celem jest dostarczanie widzom wiedzy, z którą mogą świadomie interpretować świat oraz poszerzać swoje horyzonty.

## Publikacje i inna działalność
Poza działalnością dziennikarską prowadzi konferencje branżowe i moderuje panele eksperckie. Otrzymał nominacje do branżowych nagród, m.in. nominowany do nagrody Grand Press 2023 w kategorii „Wywiad”, wyróżniony w konkursie Grand Video Awards 2023, nominowany do nagrody Podcast Roku im. Janusza Majki oraz nagrodzony Osobowością Roku 2024 przez „Media i Marketing Polska”.